# TVR Iași
TVR Iași este postul regional al Societății Române de Televiziune (TVR), care emite în regiunea Moldovei. Postul a fost înființat la 3 noiembrie 1991, având sediul la Iași.

## Istoric
TVR Iași a început să emită pe 3 noiembrie 1991 cu un program în cadrul emisiunii Videomagazin, difuzată pe TVR 1. Cronologic este al doilea canal regional creat de Televiziunea Română.
Echipa TVR Iași este câștigătoarea Marelui Premiu pentru Coproducții al Comisiei Europene, fiind membru CIRCOM Regional (Organizația Televiziunilor Regionale Publice din Europa) din anul 1993. Calitatea programelor TVR Iași este certificată și de numărul mare de premii interne și internaționale obținute de-a lungul celor 25 ani de existență (până în 2016).

## Emisiuni
- Vară pentru voi
- Mașina Timpului
- Pridvoarele credinței
- Ghici cine vine la cină?
- Gândește verde
- Viața la țară
- Cap de afiș
- Iași, Capitală Culturală Europeană
- Culoarea banilor
- Caravana știrilor tale sunt la TVR
- Ca la mama acasă
- Est meridian
- Identitate Basarabia
- Reporter Special
- Arena
- Tableta de sănătate
- Muzica ta
- Descriptio Moldavie
- Iașii marilor iubiri
- Cântec și poveste
- Impact
- Telejurnal regional
- JurnalulRegional / Infosport / Meteo
- Regional express / Infosport / Meteo

### Programe retransmise de la alte TVR-uri
- Telejurnal matinal (TVR 1, L-V, între 07:00-10:00)
- Telejurnal regional (TVR 3, L-V, ora 17:00)
- Liturghia de Duminică (TVR 3, D, ora 10:00)

## Recepție
Din anul 2010, CNA obligă toate firmele de cablu să retransmită toate canalele TVR (în funcție de regiune) prin criteriul must-carry. Astfel TVR Iași trebuie retransmis obligatoriu în județele: Iași, Vaslui, Neamț, Vrancea, Galați, Botoșani, Suceava și Bacău.
Programul TVR Iași poate fi recepționat prin: 
- satelit, în toată țara, în întreaga Europă, zone din Asia, Africa Nordică și Orientul Mijlociu (Satelit EUTELSAT 16E, 160 EST, Frecvență de recepție: 11.512,25MHz, Polarizare Verticală, SR: 29.950 Msymb/s, FEC: 3/4, DVB-S2, FTA, poziția 5 în pachetul SRTV).[2]
- Televiziune digitală terestră (DVB-T2 în România).
- cablu, prin intermediul tuturor societăților distribuitoare, în principal în marea majoritate a localităților urbane și rurale din zona Moldovei precum și în alte zone din țară.
- online, pe media.tvriasi.ro și tvrplus.ro
- IPTV.